# ヴァルデマー3世 (デンマーク王)
ヴァルデマー3世（ヴァルデマール3世とも、Valdemar III、1314年 - 1364年）は、デンマーク王（在位：1326年 - 1329年）、シュレースヴィヒ公（在位：1325年 - 1326年、1330年 - 1364年）。シュレースヴィヒ公としてはヴァルデマー5世。シュレースヴィヒ公エーリク2世の子。

## 生涯
1326年、母方の伯父ホルシュタイン＝レンズブルク伯ゲルハルト3世らにより、不人気なデンマーク王クリストファ2世の対立王として立てられたが、相次ぐ貴族と平民の反乱に苦しめられ、1329年に退位させられクリストファ2世が復位した。その後はシュレースヴィヒの統治に専念したが、デンマークとは和睦と戦争を繰り返した。妹ヘルヴィは1340年にデンマーク王ヴァルデマー4世と結婚した。

## 家族
リヒャルディス・フォン・シュヴェリーンと結婚し、2子をもうけた。
- ヴァルデマー（1338年 - 1360年）
- ヘンリク（1342年 - 1375年） - シュレースヴィヒ公